# Gačniški potok
Gáčniški potok (tudi Gačnik) je levi pritok Pesnice v severnem delu Slovenskih goric. 
Izvira iz majhnega jezerca sredi obsežnih vinogradov in teče po razmeroma ozki dolini proti jugu oziroma jugovzhodu vse do izliva v Pesnico pri vasi Vosek. Njegovo porečje je ozko, vanj se steka le nekaj manjših potočkov z bližnjih pobočij. Dolinsko dno je bilo nekoč mokrotno z močvirnimi travniki in logi, nekaj domačij je bilo samo na višjem dolinskem obrobju. Malo pred izlivom sta bila na njem dva manjša ribnika.
Zaradi izvedenih melioracij imata tako potok kot celotna dolina danes povsem spremenjeno podobo. Potok je bil na celotnem toku spremenjen v raven umetni kanal s skoraj povsem neporaščenimi brežinami. Namesto nekdanjih mokrotnih travnikov so zdaj tik ob njem njive in travniki, kar je sicer ugodno za intenzivno kmetijstvo, vendar pa so bili izgubljeni dragoceni mokrotni habitati in močno so se poslabšali življenjski pogoji v potoku. V kotanjo ob spodnjem toku potoka tik ob regionalni cesti Počehova–Lenart je podjetje Petrol med leti 1976 in 1983 odlagalo gudron, v letih 2002–2009 so odlagališče nevarnih odpadkov sanirali, nato pa zasuli, da bi na istem mestu zgradili poslovno cono Pesniški Dvor.